# Ted Adams (Schauspieler)
Richard Theodore Adams (* 17. März 1890 in New York City; † 24. September 1973 in Los Angeles) war ein US-amerikanischer Schauspieler.

## Leben
Adams verdiente offenbar seinen Lebensunterhalt als Lagerarbeiter und ab 1911 als Theaterschauspieler in New York City – als Sohn von Vaudeville-Künstlern hatte er schon als Kind Bühnenerfahrung gesammelt. Sicher ist, dass er 1925 zum Film kam und Ende des Jahrzehnts seine Nische als Westerndarsteller fand; seine Bösewichter waren in über 200 Filmen und Serials meist kleiner Produktionsgesellschaften wie Supreme, Metropolitan, Puritan, Colony und Victory Pictures zu sehen, später spielte er für Producers Releasing Corporation und Monogram Pictures neben kleineren Rollen für die größeren Studios; für Republic Pictures war er immer wieder zwischen 1936 und 1951 aktiv. Achtzehn Mal spielte er nach dem Zweiten Weltkrieg in B-Western neben dem Helden Johnny Mack Brown. 1953 zog er sich, der auch viel für das frühe Fernsehen arbeitete, von der Schauspielerei zurück.

## Filmografie (Auswahl)
- 1924: The Battling Fool
- 1926: The Road Agent
- 1933: Sein Freund, der Desperado (Sagebrush Trail)
- 1936: Gespensterreiter der Prärie (Desert Phantom)
- 1936: Wildwest-Banditen (Trail Dust)
- 1938: Freunde im Sattel (Pals of the Saddle)
- 1939: Auf heißer Spur (Six-Gun Trail)
- 1940: Der geheimnisvolle Reiter (Phantom Rancher)
- 1940: Cowboys – Der Kampf um die Goldmine (Frontier Crusader)
- 1940: Fuzzy außer Rand und Band (Billy the Kid's Gun Justice)
- 1941: Fuzzy bricht den Terror (Billy the Kid's Range War)
- 1941: Der letzte Bandit (Billy the Kid)
- 1941: Schrecken über Colorado (The Lone Rider in Frontier Fury)
- 1942: Fuzzy jagt sich selbst (Billy the Kid Trapped)
- 1942: Gegen Willkür und Gewalt (Billy the Kid's Smoking Guns)
- 1942: Um Leben und Tod (Law and Order)
- 1942: Fuzzy greift ein (Outlaws of Boulder Pass)
- 1942: Arizona-Bande (Overland Stagecoach)
- 1943: Dr. Gillespie’s Criminal Case
- 1943: Für Recht und Gesetz (Cattle Stampede)
- 1946: Gehaßt, gejagt, gefürchtet (Renegades)
- 1947: Buffalo Bill greift ein (Buffalo Bill Rides Again)
- 1947: Verwegene Männer im Sattel (The Last Round-Up)
- 1949: Die Stadt der rauhen Männer (Fighting Man of the Plains)
- 1949: Der König der Raketenmänner (King of the Rocket Men) (Serial)
- 1951: Mit Peitsche und Pistole (The Vanishing Outpost)
- 1952: Menschenjagd in San Francisco (The San Francisco Story)
- 1953: Cowboy G-Men (Fernsehserie)